# Двадцать пять сатангов
Двадцать пять сатангов — монета в Таиланде, равная 1⁄4 тайского бата.

## История
Первые монеты в 25 сатангов были отчеканены в 1929 году из серебра как эквивалент более ранних монет — 1 салунг. В 1946 году были отчеканены монеты из олова другого дизайна с двумя различными портретами Рамы VIII. В 1950 и 1957 годах чеканились монеты двух похожих дизайнов из алюминиевой бронзы с портретом Рамы IX. В 1977 году были отчеканены монеты другого дизайна из латуни с более новым портретом короля. В 1987—2008 годах чеканились монеты нового дизайна из алюминиевой бронзы. В 1996 была отчеканена памятная монета в честь 50-летнего юбилея правления Рамы IX. Начиная с 2008 года чеканятся монеты аналогичного дизайна с более новым портретом из стали, покрытой медью.

## Характеристики монет
| Изображение              | Диаметр  | Толщина | Масса  | Материал                                             | Аверс                                      | Реверс                                                                      | Годы чеканки |
| ------------------------ | -------- | ------- | ------ | ---------------------------------------------------- | ------------------------------------------ | --------------------------------------------------------------------------- | ------------ |
|                          | 20 мм    |         | 3,75 г | серебро 650-й пробы                                  | Портрет Рамы VII и его имя                 | Указание страны, года чеканки и номинала                                    | 1929         |
|                          | 21,25 мм | 1,5 мм  | 2,8 г  | олово                                                | Портрет Рамы VIII и его имя                | Эмблема Таиланда, указание страны, номинала и года чеканки                  | 1946         |
| Аверс · Реверс           | 20,5 мм  | 1,3 мм  | 2,6 г  | олово                                                | Портрет Рамы VIII и его имя                | Эмблема Таиланда, указание страны, номинала и года чеканки                  | 1946         |
|                          | 20,6 мм  |         | 2,5 г  | алюминиевая бронза                                   | Портрет Рамы IX и его имя                  | Герб Королевской полиции Таиланда, указание страны, номинала и года чеканки | 1950         |
|                          | 20,5 мм  | 1 мм    | 2,5 г  | алюминиевая бронза                                   | Портрет Рамы IX и его имя                  | Герб Королевской полиции Таиланда, указание страны, номинала и года чеканки | 1957         |
|                          | 20,5 мм  | 1,2 мм  | 2,8 г  | латунь                                               | Портрет Рамы IX, его имя и указание страны | Указание номинала и года чеканки                                            | 1977         |
|                          | 16 мм    | 1,34 мм | 1,9 г  | алюминиевая бронза: 92% медь, 6% алюминий, 2% никель | Портрет Рамы IX и его имя                  | Изображение Пхра Махатхат, указание страны, номинала и года чеканки         | 1987—2008    |
|                          | 16 мм    | 1,35 мм | 1,9 г  | сталь, покрытая медью                                | Портрет Рамы IX и его имя                  | Изображение Пхра Махатхат, указание страны, номинала и года чеканки         | 2008—н. в.   |
| Памятные монеты          |          |         |        |                                                      |                                            |                                                                             |              |
| 50 лет коронации Рамы IX |          |         |        |                                                      |                                            |                                                                             |              |
|                          | 16 мм    | 1,34 мм | 1,9 г  | алюминиевая бронза: 92% медь, 6% алюминий, 2% никель | Портрет Рамы IX на его коронации и его имя | Указание номинала, страны, повода выпуска и даты                            | 1996         |

## Чекан по годам
| Год                                       | Монет отчеканено                        |
| Тип 1                                     | Тип 1                                   |
| ----------------------------------------- | --------------------------------------- |
| 1929                                      | ?                                       |
| Тип 2                                     |                                         |
| 1946                                      | 8 511 000                               |
| Тип 3                                     |                                         |
| 1946                                      | 226 348 000                             |
| Тип 4                                     |                                         |
| 1950                                      | 23 170 000                              |
| Тип 5                                     |                                         |
| 1957                                      | 620 480 000                             |
| Тип 6                                     |                                         |
| 1977                                      | 183 356 000                             |
| Тип 7                                     |                                         |
| 1987                                      | 5 108 000                               |
| 1988                                      | 42 096 000                              |
| 1989                                      | 58 940 000                              |
| 1990                                      | 81 384 000                              |
| 1991                                      | 45 496 380                              |
| 1992                                      | 71 311 000                              |
| 1993                                      | 236 130 000                             |
| 1994                                      | 102 856 000                             |
| 1995                                      | 17 000 000                              |
| 1996                                      | 185 012 523                             |
| 1997                                      | 85 000 000                              |
| 1998                                      | 140 246 000                             |
| 1999                                      | 10 000                                  |
| 2000                                      | 160 098 000                             |
| 2001                                      | 40 010 000                              |
| 2002                                      | 55 312 000                              |
| 2003                                      | 120 198 000                             |
| 2004                                      | 122 750 000                             |
| 2005                                      | 126 162 000                             |
| 2006                                      | 120 003 000                             |
| 2007                                      | 300 000 000                             |
| 2008                                      | 255 600                                 |
| Памятная монета: 50 лет коронации Рамы IX |                                         |
| 1996                                      | ?                                       |
| Тип 8                                     |                                         |
| 2008                                      | 93 600 000                              |
| 2009                                      | 196 400 000                             |
| 2010                                      | ?                                       |
| 2011                                      | ?                                       |
| 2012                                      | ?                                       |
| 2014                                      | ?                                       |
| 2015                                      | 300 000 000                             |
| 2016                                      | 239 424 000                             |
| 2017                                      | 120 130 000 (запланировано 210 000 000) |